# Alpinia luteocarpa
Alpinia luteocarpa ist eine Pflanzenart innerhalb der Familie der Ingwergewächse (Zingiberaceae). Ihre Heimat ist das tropische Ostasien. Sie wird als Zierpflanze verwendet und gelegentlich als Zimmerpflanze kultiviert.

## Beschreibung

### Vegetative Merkmale
Bei Alpinia luteocarpa handelt sich um eine ausdauernde krautige Pflanze, die Wuchshöhen von bis zu 1,5 Metern erreicht. Sie bilden kriechende Rhizome als Überdauerungsorgane. Die unverzweigten Stängel sind glatt. Von den wechselständig alle in einer Ebene stehenden, einfachen Laubblättern weisen die größten eine Länge von bis zu 17 Zentimetern und eine Breite von bis zu 5 Zentimetern auf. Die meisten Laubblätter bleiben aber kleiner und sind lanzettlich mit zugespitztem oberen Ende. Die Blattoberseite ist dunkel- bis olivgrün und die -unterseite rot überlaufen.

### Generative Merkmale
Der endständige Blütenstand enthält drei bis fünf Blüten. Die Tragblätter sind braun bis dunkelpurpurfarben. Die zwittrigen Blüten sind zygomorph und dreizählig. Die roten Kelchblätter sind bis über die Hälfte ihrer Länge röhrig verwachsen. Die weißen Kronblätter sind etwa bis zur Mitte röhrig verwachsen. Von den sechs Staubblättern ist nur eines fertil. Die anderen fünf sind zu einer lippenförmigen Struktur verwachsen. Drei Fruchtblätter sind zu einem Fruchtknoten verwachsen.
Die bei Reife gelb gefärbten Früchte sind bei einem Durchmesser von etwa 3 Zentimetern rund, dreifächerig und enthalten zahlreiche Samen. Die braunen Samen sind etwa fünf Millimeter lang.

## Verbreitung
Alpinia luteocarpa wurde 1939 von der Insel Luzon auf den Philippinen erstbeschrieben. Eine Fundangabe liegt auch für Thailand vor.

## Systematik
Adolph Daniel Edward Elmer hat 1939 diese Art in seiner Erstbeschreibung in Leaflets of Philippine Botany, 10, S. 3803–3805 in englischer Sprache geschrieben, ohne, wie damals noch in den Nomenklaturregeln gefordert, eine Diagnose in Latein beizufügen. Es gibt daher gewisse Zweifel, ob der Artname taxonomisch valide ist.
Alpinia luteocarpa gehört nach der klassischen Taxonomie zur Untergattung Dieramalpinia innerhalb der Gattung Alpinia. Eine phylogenomische Studie, anhand des Vergleichs homologer DNA-Sequenzen durch Walter John Kress et al. 2005 ergab eine Position in einer Artengruppe (Klade V), die nächstverwandt zu den Gattungen Etlingera, Hornstedtia und Amomum ist. Die u. a. dadurch notwendige Aufspaltung der Gattung in monophyletische Einheiten, die zur Umbenennung führen wird, ist bisher noch nicht durchgeführt worden. Der Analyse gemäß waren die nächstverwandten Arten Alpinia pinetorum und Alpinia elegans. Bei Chaveerach et al. 2008 ist Alpinia luteocarpa noch als in Thailand vorkommend erwähnt.